# Maximilian Ullmann
Maximilian Ullmann (Linz, 17 de junio de 1996) es un futbolista austríaco. Juega de defensa y su equipo es el Wolfsberger AC de la Bundesliga de Austria. Es internacional absoluto por la selección de Austria desde 2022.

## Trayectoria
El 18 de enero de 2022, tras disputar cinco temporadas de la Bundesliga, fichó por el Venezia F. C. italiano.
En enero de 2023 fue cedido al 1. FC Magdeburgo de la 2. Bundesliga alemana.

## Selección nacional
Debutó con la selección de Austria el 29 de marzo de 2022 ante Escocia en un encuentro amistoso.

## Estadísticas
Actualizado al último partido disputado el 24 de mayo de 2025.
| Club                           | Div.          | Temporada     | Liga  | Liga  | Copas nacionales | Copas nacionales | Copas internacionales | Copas internacionales | Total | Total |
| Club                           | Div.          | Temporada     | Part. | Goles | Part.            | Goles            | Part.                 | Goles                 | Part. | Goles |
| ------------------------------ | ------------- | ------------- | ----- | ----- | ---------------- | ---------------- | --------------------- | --------------------- | ----- | ----- |
| Juniors OÖ · Austria           | 3.ª           | 2013-14       | 8     | 0     | —                | —                | —                     | —                     | 8     | 0     |
| Juniors OÖ · Austria           | 3.ª           | 2014-15       | 11    | 0     | —                | —                | —                     | —                     | 11    | 0     |
| Juniors OÖ · Austria           | 3.ª           | 2015-16       | 1     | 0     | —                | —                | —                     | —                     | 1     | 0     |
| Juniors OÖ · Austria           | 3.ª           | 2016-17       | 6     | 0     | —                | —                | —                     | —                     | 6     | 0     |
| Juniors OÖ · Austria           | 3.ª           | 2017-18       | 2     | 0     | —                | —                | —                     | —                     | 2     | 0     |
| Juniors OÖ · Austria           | Total club    | Total club    | 28    | 0     | 0                | 0                | 0                     | 0                     | 28    | 0     |
| LASK Linz · Austria            | 2.ª           | 2014-15       | 12    | 0     | 0                | 0                | —                     | —                     | 12    | 0     |
| LASK Linz · Austria            | 2.ª           | 2015-16       | 21    | 1     | 4                | 0                | —                     | —                     | 25    | 1     |
| LASK Linz · Austria            | 2.ª           | 2016-17       | 16    | 0     | 4                | 0                | —                     | —                     | 20    | 0     |
| LASK Linz · Austria            | 1.ª           | 2017-18       | 26    | 5     | 3                | 0                | —                     | —                     | 29    | 5     |
| LASK Linz · Austria            | 1.ª           | 2018-19       | 32    | 4     | 5                | 0                | 4                     | 0                     | 41    | 4     |
| LASK Linz · Austria            | Total club    | Total club    | 107   | 10    | 16               | 0                | 4                     | 0                     | 127   | 10    |
| SK Rapid Viena · Austria       | 1.ª           | 2019-20       | 31    | 3     | 1                | 0                | —                     | —                     | 32    | 3     |
| SK Rapid Viena · Austria       | 1.ª           | 2020-21       | 32    | 1     | 3                | 1                | 8                     | 0                     | 43    | 2     |
| SK Rapid Viena · Austria       | 1.ª           | 2021-22       | 14    | 0     | 3                | 1                | 11                    | 0                     | 28    | 1     |
| SK Rapid Viena · Austria       | Total club    | Total club    | 77    | 4     | 7                | 2                | 19                    | 0                     | 103   | 6     |
| Venezia F. C. · Italia         | 1.ª           | 2021-22       | 5     | 0     | —                | —                | —                     | —                     | 5     | 0     |
| Venezia F. C. · Italia         | 2.ª           | 2022-23       | 5     | 0     | 0                | 0                | —                     | —                     | 5     | 0     |
| 1. F. C. Magdeburgo · Alemania | 2.ª           | 2022-23       | 11    | 0     | —                | —                | —                     | —                     | 11    | 0     |
| 1. F. C. Magdeburgo · Alemania | Total club    | Total club    | 11    | 0     | 0                | 0                | 0                     | 0                     | 11    | 0     |
| Venezia F. C. · Italia         | 2.ª           | 2023-24       | 4     | 0     | 0                | 0                | —                     | —                     | 4     | 0     |
| Venezia F. C. · Italia         | Total club    | Total club    | 14    | 0     | 0                | 0                | 0                     | 0                     | 14    | 0     |
| Wolfsberger AC · Austria       | 1.ª           | 2024-25       | 30    | 3     | 6                | 0                | ―                     | ―                     | 36    | 3     |
| Wolfsberger AC · Austria       | Total club    | Total club    | 30    | 3     | 6                | 0                | 0                     | 0                     | 36    | 3     |
| Total carrera                  | Total carrera | Total carrera | 267   | 17    | 29               | 2                | 23                    | 0                     | 319   | 19    |

## Palmarés

### Títulos nacionales
| Título          | Club           | País    | Año     |
| --------------- | -------------- | ------- | ------- |
| 2. Liga         | LASK           | Austria | 2016-17 |
| Copa de Austria | Wolfsberger AC | Austria | 2024-25 |